# Línea 19 (EMT Valencia)
La línea 19 de la EMT de Valencia, une el barrio de la Malvarrosa con el centro de la ciudad.

## Historia
En el año 1966 ya funcionaba como línea de autobuses, con el recorrido "Plaza de la Reina - Grao", como los antiguos 20 y 21. El 25 de marzo de 1981 se le alarga el recorrido hasta la Malvarrosa para finalizar el recorrido en la calle Cavite. El 23 de noviembre de 1982, amplió su itinerario por la zona del Cabañal-Cañamelar, por la avenida Malvarrosa, llegando hasta el cruce con Fuente Encarroz, regresando por la calle Cavite. En noviembre de 2003 se le desvía el recorrido para dar servicio a la Avenida de Francia. 
El 16 de enero de 2006, al dejar la avenida del Puerto en dirección hacia el mar, cambia su itinerario de regreso a la Malvarrosa, por Juan Verdeguer y Avenida de Francia. El 28 de abril de 2007, con motivo de la Copa América y hasta la finalización de la competición, se puso en servicio una nueva línea, la "C19" que no llega a la Malvarrosa, sino que se queda en la Avenida del Puerto, dando así cobertura a toda la zona del puerto de la Copa América. En el año 2006 se le da a esta línea el certificado de AENOR, por su calidad de servicio.